# دوغ أوفرتون
دوغ أوفرتون (بالإنجليزية: Doug Overton)‏ مواليد 3 أغسطس 1969 في فيلادلفيا، هو مدرب كرة سلة أمريكي ولاعب معتزل. بدأ مسيرته الاحترافية في سنة 1991. تم اختياره من قبل فريق ديترويت بيستونز خلال الدرافت. يبلغ طوله 6 قدم 3 بوصة (1.9 م). اعتزل اللعب في 2005. أحرز خلال مسيرته في الإن بي إيه 2253 نقطة بمعدل 4.5 نقاط في المباراة الواحدة.

## المسيرة الاحترافية
لعب مع إلوارا هوكز في الدوري الأسترالي في سنة 1992، ثم لعب مع واشنطن ويزاردز من سنة 1992 إلى 1995، ثم لعب مع دنفر ناغتس في موسم 1995–1996، ثم لعب مع فيلادلفيا سفنتي سيكسرز من سنة 1996 إلى 1998، ثم لعب مع أورلاندو ماجيك في سنة 1999، ثم لعب مع بروكلين نتس في سنة 1999، ثم لعب مع فيلادلفيا سفنتي سيكسرز في سنة 1999، ثم لعب مع بوسطن سيلتكس من سنة 1999 إلى 2001.

## روابط خارجية
- دوغ أوفرتون على موقع إن بي أي (الإنجليزية)
- دوغ أوفرتون على موقع سبورتس رفرنس (الإنجليزية)
- دوغ أوفرتون على موقع الدوري الإسباني لكرة السلة (الإسبانية)
- دوغ أوفرتون على موقع كرة السلة الأوروبية.كوم (الإنجليزية)
- دوغ أوفرتون على موقع كلية كرة السلة في سبورتس رفرنس.كوم (الإنجليزية)
- دوغ أوفرتون على موقع ريلجم (الإنجليزية)
- دوغ أوفرتون على موقع بروبوليرز (الإنجليزية)
- دوغ أوفرتون على موقع سبورتس رفرنس (الإنجليزية)
- دوغ أوفرتون على موقع سبورتس رفرنس (الإنجليزية)